# ADC Airlines
ADC Airlines era una compagnia aerea nigeriana di proprietà della Aviation Development Company plc e con sede a Ikeja, nello Stato di Lagos. Operava servizi di linea nazionali e voli charter regionali. Aveva richiesto di poter effettuare anche rotte internazionali. La sua base principale era l'aeroporto internazionale Murtala Mohammed, Lagos.

## Storia
L'Aviation Development Company plc venne aperta nel dicembre 1984. Nel 1990 la società iniziò a formare l'ADC Airlines, divenuta operativa il 1º gennaio 1991. Nel 1994 la compagnia aerea è stata quotata alla borsa valori nigeriana.

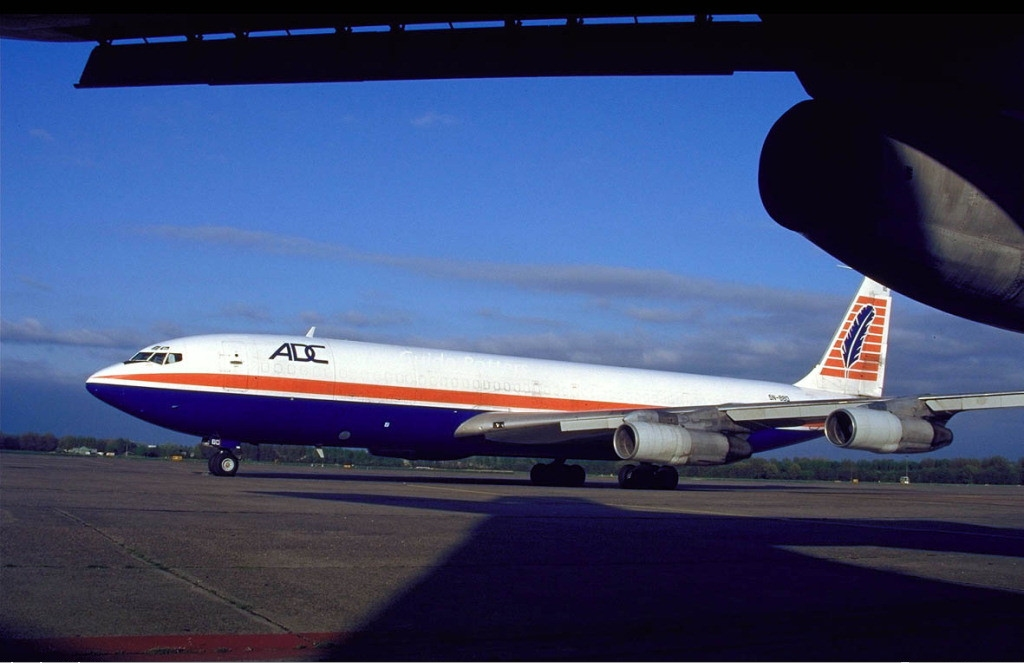
Un 707 di ADC Airlines nella vecchia livrea della compagnia.

Originariamente offriva voli interni verso Calabar, Port Harcourt, Lagos, Abuja e Kaduna oltre a servizi regionali per Monrovia in Liberia, Freetown in Sierra Leone, Conakry in Guinea, Banjul in Gambia e Accra in Ghana.
Nel 2000 si decise di sospendere temporaneamente le operazioni di ADC Airlines per ricapitalizzare la compagnia. Nel febbraio 2002 acquistò un Boeing 737-200 e le operazioni ripresero a Calabar. Da allora altri tre Boeing 737 sono stati aggiunti alla flotta.

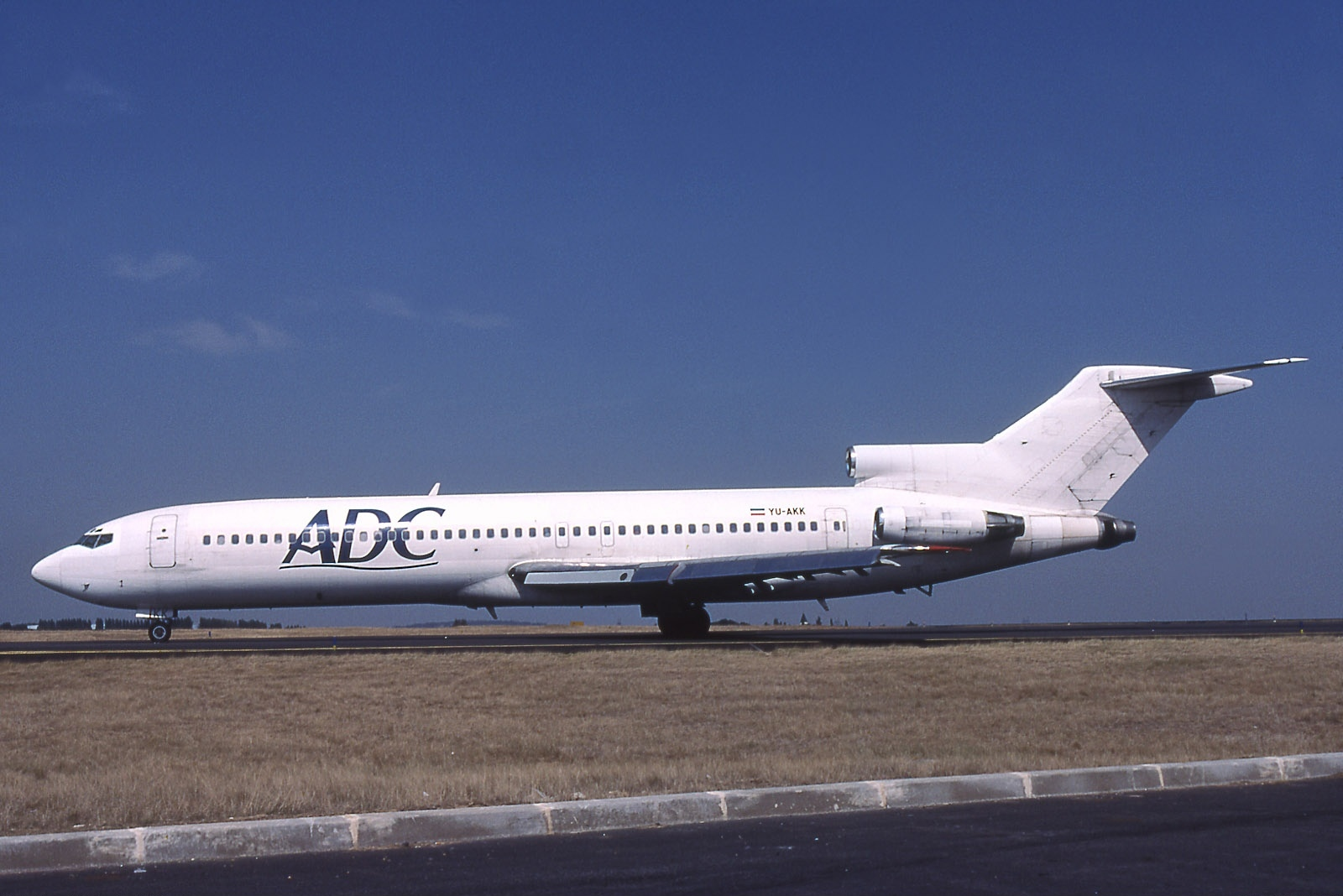
Un Boeing 727 di ADC Airlines.

Il governo nigeriano fissò una scadenza per il 30 aprile 2007 riguardo alla ricapitalizzazione o la messa a terra di tutte le compagnie aeree operanti nel Paese, nel tentativo di garantire servizi e sicurezza migliori. Sette compagnie aeree non furono in grado di rispettarla e di conseguenza sarebbero state chiuse. Si trattava di: ADC Airlines, Fresh Air, Sosoliso Airlines, Albarka Air, Chrome Air Service, Dasab Airlines e Space World Airline. Le compagnie aeree interessate avrebbero volato solo se avessero soddisfatto l'autorità per l'aviazione civile nigeriana (NCAA) in termini di ricapitalizzazione, e quindi essere nuovamente autorizzate a volare.

## Destinazioni
La ADC Airlines operava oltre 120 voli a settimana sui seguenti servizi (a febbraio 2005):
- Da Abuja a Lagos, Sokoto e Yola
- Da Calabar a Lagos e Port Harcourt
- Da Lagos ad Abuja, Calabar, Port Harcourt, Sokoto e Yola
- Da Port Harcourt a Calabar e Lagos
- Da Sokoto ad Abuja e Lagos
- Da Yola ad Abuja e Lagos

Tutti i voli sono stati sospesi dallo schianto del volo 53.

## Incidenti
Gli anni '90 videro gli aerei dell'ADC Airlines protagonisti di una serie di incidenti.
- Nell'agosto 1994 e nel luglio 1995 due DC-9-31 incapparono in incidenti non mortali, entrambi all'aeroporto di Monrovia-Spriggs Payne.
- Il 7 novembre 1996 il volo ADC Airlines 86, un Boeing 727-231 in rotta da Port Harcourt, si schiantò nella laguna di Lagos a 30 km dall'aeroporto di Lagos mentre cercava di evitare una collisione con un altro aereo in volo proveniente da lì. Ai comandi dell'aereo si trovava un ex capitano decorato della Nigeria Airways, il capitano Dafe.
- 29 luglio 1997 un BAC One-Eleven 203AE, mentre atterra a Calabar, superò la pista e un motore prese fuoco. Ci fu una vittima.
- Il 29 ottobre 2006 il Volo ADC Airlines 53, un Boeing 737-200, cadde nei pressi della capitale nigeriana Abuja. La radio locale chiamò tutti i medici disponibili invitandoli a precipitarsi sul posto. A bordo del 737 erano presenti 104 passeggeri, in viaggio verso Sokoto, e gli ospedali riferirono del ritrovamento di sette sopravvissuti, sei in condizioni stabili. Il capo spirituale dei musulmani nigeriani, il sultano Maccido di Sokoto, morì nello schianto. Anche suo figlio, un senatore, il vice governatore dello stato di Sokoto e almeno un altro senatore erano tra le vittime.

Da allora la compagnia aerea venne sospesa dal governo nigeriano fino a nuovo avviso.

## Flotta
La flotta di ADC Airlines era composta dai seguenti aeromobili nell'ottobre 2006:
- 3 Boeing 737-200

### Flotta storica
In passato vennero utilizzati diversi tipi di aeromobili, tra cui:
- 1 Boeing 707-338C
- 2 BAC One-Eleven
- 3 Boeing 727
- 3 Douglas DC-9
- 1 Lockheed L-1011 TriStar
- 1 ATR 42